# Повіт Мінамі-Кавачі
Пові́т Міна́мі-Кава́чі (яп. 南河内郡, みなみかわちぐん, МФА: [mʲinamʲi kawat͡ɕi guɴ]) — повіт в Японії, в префектурі Осака. Станом на 1 липня 2012 року його площа становила 76,81 км². Населення складало 36 724 осіб, а густота населення — 478 осіб/км². До складу повіту входять містечка Канан й Тайші, а також село Чіхая-Акасака. 